# Sekstaśma
Sekstaśma – amerykański film komediowy z 2014 roku.

## Fabuła
Małżeństwo Annie i Jay Hargrove postanawiają odnowić swoje pożycie małżeńskie, w tym celu kręcą film podczas uprawiania seksu. Niespodziewanie nagrana taśma trafia przez chmurę obliczeniową na iPady ich znajomych...

## Obsada
- Cameron Diaz - Annie Hargrove
- Jason Segel - Jay Hargrove
- Rob Corddry - Robby Thompson
- Ellie Kemper - Tess Thompson
- Rob Lowe - Hank Rosenbaum
- Harrison Holzer - Howard
- Nat Faxon - Max
- Nancy Lenehan - Linda
- Randall Park - Edward
- Dave Allen - Mailman
- Kumail Nanjiani - Punit
- Artemis Pebdani - Kia

## Odbiór

### Box office
Budżet filmu jest szacowany na 40 milionów dolarów. W Stanach Zjednoczonych i w Kanadzie film zarobił ponad 38,5 mln USD. W innych krajach przychody wyniosły ponad 87,5 mln, a łączny przychód ponad 126 mln dolarów.

### Krytyka w mediach
Film spotkał się z negatywną reakcją krytyków. W serwisie Rotten Tomatoes 16% ze 153 recenzji jest pozytywne, a średnia ocen wyniosła 4/10. Na portalu Metacritic średnia ocen z 36 recenzji wyniosła 36 punktów na 100.